# ALL JAPAN SUPER COUNT DOWN
ALL JAPAN SUPER COUNTDOWN（オールジャパンスーパーカウントダウン）は、2003年4月から2005年3月20日までの毎週日曜、12時55分～18時（プロ野球シーズンは16時から21時まで）にNACK5で放送していたカウントダウン音楽番組である。

## 概要
DJはNACK5の人気番組であったALL JAPAN TOP100で絶妙なトークを展開していた「元気かいか～い!?」のTAKA江川とANNA。毎週、大宮のスタジオアルシェからの公開生放送。ANNAが休みの時に一度だけNACK ON TOWNの土屋滋生が代打で登場。TAKA江川と土屋滋生の男性2名という、NACK5はもちろんFM局の番組としても珍しい組み合わせで番組を行った事がある。

## NACK5の過去のカウントダウン番組

### ALL JAPAN TOP100（1993年4月～2000年9月）
DJ
- ケイ・グラント（病気のため1993年12月に降板）、TAKA江川（1993年12月～1998年9月）
- ユキ・ラインハート（～1998年9月）
- 長谷川雄啓、岩本三千代（1998年10月～2000年9月）

ある年の冬、TAKA江川とユキ・ラインハートのコンビで大宮アルシェから生放送中に、突然アルシェの音声が放送に乗らなくなる（アルシェからの電波が途絶える）というトラブルが同日の同番組内で2回にわたり起こり、2回目には両DJが大宮アルシェから浦和本社（当時の本社）に移動して放送を再開するというドタバタ珍事件が起こっている。アルシェからの電波が途絶えている最中は、日曜深夜の放送休止（試験電波発信）中と同様に音楽だけが流れていた。音楽が流れている時々に、報道ニュースアナウンサーによる状況説明が放送されている。

### SUNDAY COUNTDOWN THE TOP40（2000年10月～2003年3月）
DJ
- 佐伯進、船守さちこ（2000年10月～2001年9月）
- 図師英嗣、本多慶子（2001年10月～2003年3月）